# Il vecchio ebreo
Il vecchio ebreo è un olio su tela realizzato nel 1903 dal pittore spagnolo Pablo Picasso. Misura cm 125x92.

È conservato nel Museo Puškin di Mosca.
Il quadro risale al periodo blu dall'artista. Picasso utilizzò spesso come soggetti delle sue tele gli emarginati, ai quali si sentiva molto vicino, in particolare gli artisti del circo sono tra i soggetti di alcune delle sue tele più celebri.